# Platte megye (Wyoming)
Platte megye az Amerikai Egyesült Államokban, azon belül Wyoming államban található. Megyeszékhelye és legnagyobb városa Wheatland. Lakosainak száma 8605 fő (2020. április 1.). Platte megye Niobrara, Goshen, Laramie, Albany és Converse megyékkel határos.

## Népesség
A megye népességének változása:
| Lakosok száma | 8679 | 8700 | 8751 | 8765 | 8812 | 8605 |
|               | 2010 | 2011 | 2012 | 2013 | 2015 | 2020 |